# راي كاميرون (كاتب)
راي كاميرون هو كاتب سيناريو كندي، ولد في 19 أغسطس 1938 في كندا، وتوفي في 27 ديسمبر 1993 في لوس أنجلوس في الولايات المتحدة بسبب نوبة قلبية.

## وصلات خارجية
- راي كاميرون على موقع IMDb (الإنجليزية)
- راي كاميرون على موقع قاعدة بيانات الفيلم (الإنجليزية)